# 诺沃塞利察 (赫梅利尼茨基区)
49°38′0″N 27°14′50″E / 49.63333°N 27.24722°E

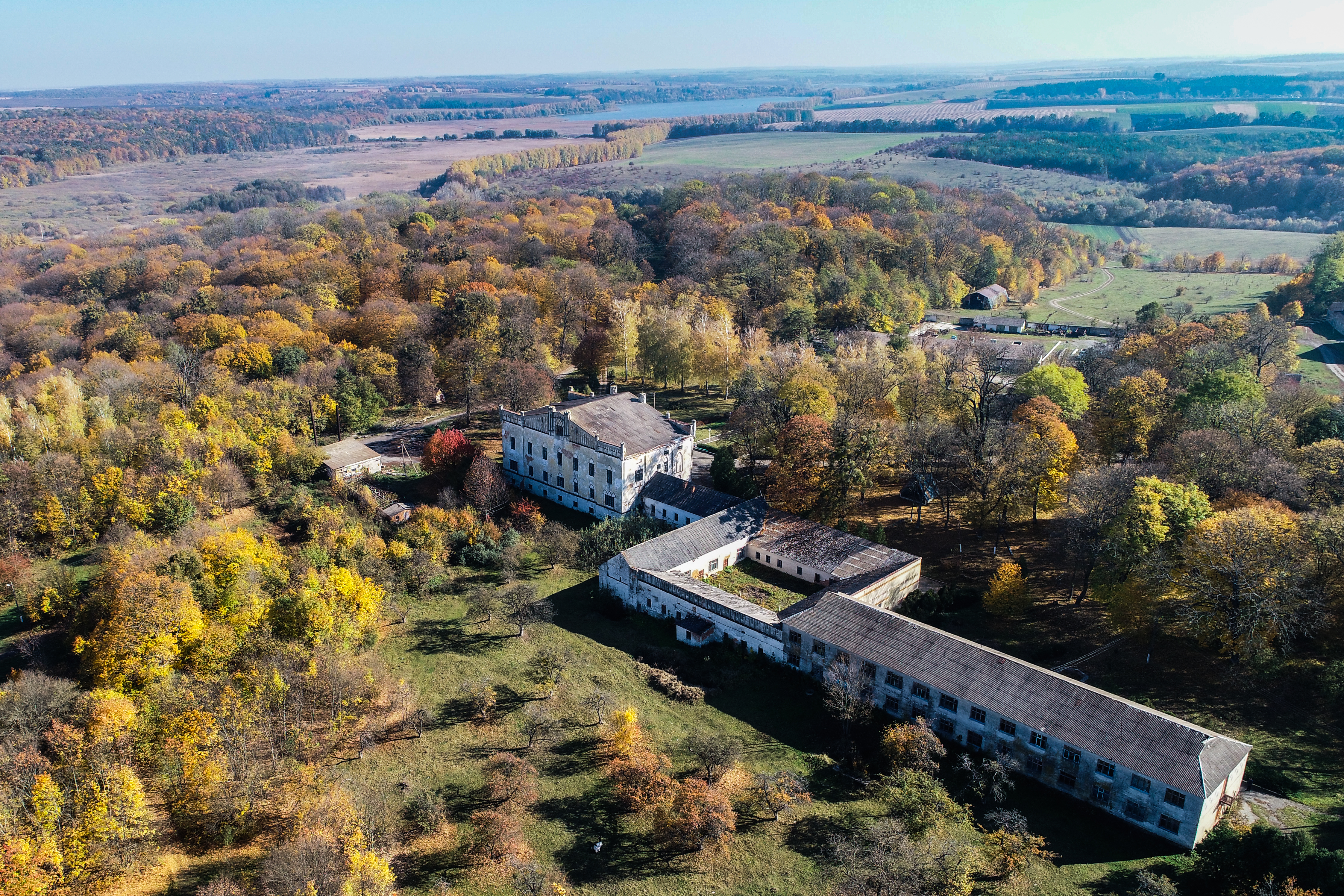
宫殿

诺沃塞利察（烏克蘭語：Новоселиця）是烏克蘭西部的村莊，由赫梅利尼茨基州赫梅利尼茨基區的米羅柳布內市鎮負責管轄。該村始建於1593年，面積1.08平方公里，海拔高度296米，2001年人口525人。